# 川崎市立多摩病院
川崎市立多摩病院（かわさきしりつたまびょういん）は、神奈川県川崎市多摩区にある川崎市立の医療機関である。指定管理者制度に基づき、学校法人聖マリアンナ医科大学が管理・運営を行っている。

## 沿革
- 2006年（平成18年）2月1日 - 川崎市立多摩病院、開院。

## 診療科
- 総合診療科
- 神経精神科
- 皮膚科
- 循環器科
- 小児科
- 泌尿器科
- 呼吸器内科
- 消化器・一般外科
- 産婦人科
- 消化器・肝臓内科
- 呼吸器外科
- 眼科
- 腎臓・高血圧内科
- 心臓血管外科
- 耳鼻咽喉科
- 代謝・内分泌内科
- 小児外科
- 放射線科
- 神経内科
- 乳腺・内分泌外科
- 麻酔科
- 血液内科
- 脳神経外科
- 歯科口腔外科
- リウマチ・膠原病内科
- 整形外科
- リハビリテーション科
- アレルギー科
- 形成外科

診療施設（センター）
- 救急災害医療センター
- 腎センター
- 内視鏡センター
- 健康診断部

医療技術部門
- 臨床検査部
- 病院病理部
- 画像診断部
- 手術部
- 医療相談センター
- クリニカルエンジニア部

医療支援管理部門
- 薬剤部
- 看護部
- 栄養部
- 医療情報部
- 事務部

## 医療機関の指定等
- 地域医療支援病院
- 災害医療拠点病院

## 交通アクセス
電車
　 小田急小田原線・南武線（JR東日本）登戸駅下車。多摩川口から徒歩約3分程度。
バス（川崎市営バス）
- 菅生車庫、神木本町方面から
  - 登05系統　登戸行き バス停「登戸」下車。
  - 登06系統　カリタス学園行き バス停「多摩病院前」下車。
- カリタス学園方面から
  - 登06系統　菅生車庫行き 又は 鷲ヶ峰営業所前行き バス停「多摩病院前」下車。
  - 登21系統　新船島橋行き バス停「多摩病院前」下車。
- 西菅団地、城下方面から
  - 登14系統　登戸駅行き 又は 向ヶ丘遊園駅入口行き バス停「登戸駅」下車。